# TELE+2
TELE+2 è stato il primo canale televisivo tematico sportivo a pagamento italiano, prodotto da TELE+.

## Storia
Nato il 16 ottobre 1990, fino al 29 giugno 1992 trasmetteva i propri programmi in chiaro (cioè non criptati, quindi fruibili gratuitamente), per poi diventare visibile ai soli abbonati. In varie zone d'Italia TELE+2 trasmise sulle frequenze che precedentemente erano state di Capodistria, canale pubblico sloveno di lingua italiana gestito dal 24 novembre 1987 dalla Fininvest di Silvio Berlusconi per poter trasmettere eventi sportivi in diretta sul territorio nazionale. Dopo il passaggio al criptato alcune trasmissioni andarono in onda in chiaro, per poi venire crittografate dopo alcuni minuti dall'inizio per strategie promozionali.
Fin dalla nascita TELE+2 cominciò a trasmettere i principali campionati esteri europei, come la First Division (dal 1992 Premier League) e la Bundesliga, oltre alle qualificazioni per il Campionato mondiale di calcio 1994, e nel 1997 fu trasmessa in esclusiva la finale di FA Cup. Nel 1992 fu trasmesso l'incontro dell'Italia contro la Scozia, valido per le qualificazioni al Mondiale americano: inizialmente TELE+2 ottenne la diretta in esclusiva, ma poi fu trovato l'accordo per trasmettere l'incontro in contemporanea con la Rai.
A partire dalla stagione 1993-94 furono trasmessi i primi anticipi di Serie B e i primi posticipi di Serie A, e tra il 1993 e il 1996 fu trasmesso Il processo di Biscardi ogni lunedì in prima serata. Dal 1996 vennero trasmesse anche partite di Liga spagnola e Bundesliga.
Tra le competizioni internazionali, furono trasmesse in esclusiva le finali della Coppa Intercontinentale dal 1992 al 1996, alcune gare di Coppa delle Coppe e di Coppa UEFA tra il 1991 e il 1995, e alcune gare di Coppa dei Campioni 1996-97, a causa della presenza di due squadre italiane.
Oltre al calcio furono trasmessi anche incontri di tennis, golf, atletica leggera, tornei di biliardo e gran premi di Formula 1.
Fu anche il primo canale italiano a trasmettere sistematicamente il wrestling. Oltre ad una trasmissione quotidiana, dedicata agli incontri della WWE (che ai tempi si chiamava ancora WWF), vennero trasmessi anche i grandi eventi stagionali: le Survivor Series, SummerSlam, WrestleMania e la Royal Rumble.
Dal 1994 iniziò a trasmettere in orario notturno (da mezzanotte alle 3:00) film per adulti forniti da Playboy TV, ma poi, per motivi giudiziari, ne dovettero sospendere la trasmissione.

Il 3 gennaio 1996 TELE+2 cominciò a trasmettere anche via satellite attraverso la nuova piattaforma satellitare DStv.
Dal 7 luglio 1997 la rete comincia a cambiare linea editoriale: con la conclusione delle dirette del Torneo di Wimbledon, l'uscita dall'azionariato di Telepiù Spa dei tedeschi di Kirch Media (che vendono il loro 45% della società a Canal+ - già in possesso del 45%) e l'imminente restyling delle tre reti "premium" di Tele+ che avverrà alla fine del mese successivo, Tele+2 diventa un canale semigeneralista: allo sport, nella programmazione vengono affiancati film in prima visione.
Il 30 agosto 1997 TELE+2 fu rinominata in TELE+ Bianco.